# Chicago Med
Chicago Med is een Amerikaanse ziekenhuisserie, gemaakt door Dick Wolf en Matt Olmstead. Deze televisieserie is een spin-off van Chicago Fire. In Amerika werd op 17 november 2015 de eerste aflevering uitgezonden. De televisieserie laat het wel en wee zien van de spoedeisende hulp van het Gaffney Chicago Medical Center. De televisieserie wordt in de Verenigde Staten uitgezonden door NBC.
In Nederland wordt deze serie uitgezonden door STAR Channel (tot 2023: Fox), in Vlaanderen door VTM.

## Rolverdeling

### Hoofdrollen
| Acteur              | Personage         | Functie                                | seizoen |
| ------------------- | ----------------- | -------------------------------------- | ------- |
| Nick Gehlfuss       | Will Halstead     | arts op de spoedeisende hulp           | 1-8     |
| Torrey DeVitto      | Natalie Manning   | (kinder)arts op de spoedeisende hulp   | 1-7     |
| Colin Donnell       | Connor Rhodes     | trauma/hartchirurg                     | 1-5     |
| Brian Tee           | Ethan Choi        | arts op de spoedeisende hulp           | 1-8     |
| Oliver Platt        | Daniel Charles    | arts/psychiater                        | 1-heden |
| Rachel DiPillo      | Sarah Reese       | geneeskundestudente / psychiater       | 1-4     |
| S. Epatha Merkerson | Sharon Goodwin    | hoofd ziekenhuis                       | 1-heden |
| Yaya DaCosta        | April Sexton      | verpleegster                           | 1-6     |
| Marlyne Barrett     | Maggie Lockwood   | verpleegster                           | 1-heden |
| Ato Essandoh        | Isidore Latham    | hartchirurg                            | 2-heden |
| Norma Kuhling       | Ava Bekker        | chirurg                                | 2-5     |
| Dominic Rains       | Crockett Marcel   | arts                                   | 5-heden |
| Steven Weber        | Dr. Dean Archer   | traumachirurg en spoedeisende hulparts | 7-heden |
| Guy Lockard         | Dr. Dylan Scott   | kinderarts in de spoedeisende hulp     | 7-8     |
| Kristen Hager       | Dr. Stevie Hammer | arts                                   | 7       |

### Terugkerende rollen
| Acteur              | Personage               | Functie                                      | seizoen |
| ------------------- | ----------------------- | -------------------------------------------- | ------- |
| Peter Mark Kendall  | Joey Thomas             | labmedewerker en vriend van Sarah Reese      | 1-4     |
| Roland Buck III     | Noah Sexton             | geneeskundestudent en broer van April Sexton | 1-5     |
| Brennan Brown       | Sam Abrams              | neuroloog                                    | 1-heden |
| Jeremy Shouldis     | Marty Peterson          | arts                                         | 1-heden |
| Courtney Rioux      | Courtney                | ambulancemedewerkster                        | 1-heden |
| Cesar Jaime         | Cesar                   | ambulancemedewerker                          | 1-heden |
| Desmond Gray        | Desmond                 | ambulancemedewerker                          | 1-heden |
| Kara Killmer        | Sylvie Brett            | ambulancemedewerkster                        | 1-heden |
| Marc Grapey         | Peter Kalmick           | advocaat van ziekenhuis                      | 1-heden |
| Mia Park            | Beth                    | verpleegster chirurgie                       | 1-heden |
| Julie Marie Berman  | Samantha "Sam" Zanetti  | chirurg                                      | 1       |
| Gregg Henry         | David Downey            | hartchirurg en mentor van dr. Rhodes         | 1       |
| Deron J. Powell     | Tate Jenkins            | vriend/verloofde van April Sexton            | 1-2     |
| Jeff Hephner        | Jeff Clarke             | geneeskundestudent                           | 1-2     |
| Patti Murin         | Nina Shore              | patholoog en vriendin van dr. Halstead       | 1-2     |
| Mekia Cox           | Robyn Charles           | epidemioloog en dochter van dr. Charles      | 2-5     |
| Eddie Jemison       | Stanley "de Trol" Stohl | arts en hoofd eerste hulp                    | 2-4     |
| Shay Rose Aljadeff  | Leah Bardovi            | arts                                         | 2-3     |
| Elena Marisa Flores | Rosado                  | agente                                       | 3-heden |
| Ian Harding         | Phillip Davis           | 'ex-verloofde' Natalie Manning               | 5       |
| Marie Tredway       | Trini                   | verpleegster                                 | 5-heden |
| Jesse Lee Soffer    | Jay Halstead            | politieman en broer van Will                 | 1-heden |

## Afleveringen
| Seizoen | Aantal afleveringen | Uitgezonden                       | |
| ------- | ------------------- | --------------------------------- | --- |
| 1       | 18                  | 17 november 2015 – 17 mei 2016    | |
| 2       | 23                  | 22 september 2016 – 11 mei 2017   | |
| 3       | 20                  | 21 november 2017 – 15 mei 2018    | |
| 4       | 22                  | 26 september 2018 – 22 mei 2019   | |
| 5       | 20                  | 25 september 2019 – 15 april 2020 | |
| 6       | 16                  | 11 november 2020 – 26 mei 2021    | |
| 7       | 22                  | 22 september 2021 – 25 mei 2022   | |
| 8       | 22                  | 21 september 2022 – 24 mei 2023   | |
| 9       | 13                  | 17 januari 2024 – 22 mei 2024     | |
| 10      | 22                  | 25 september 2024 – 21 mei 2025   | \|} Cross-overs Chicago Med heeft ook regelmatig een cross-over met de televisieseries Chicago Fire en Chicago P.D. . Bronnen, noten en/of referenties ( en ) Dit artikel of een eerdere versie ervan is een (gedeeltelijke) vertaling van het artikel Chicago Med op de Engelstalige Wikipedia, dat onder de licentie Creative Commons Naamsvermelding/Gelijk delen valt. Zie de bewerkingsgeschiedenis aldaar. |